# 同種 (数学)
数学で、同種写像(isogeny)とは、2つのアーベル多様体（例えば楕円曲線）の間の代数群の射で、全射でしかも有限の核を持っているものを言う。
群がアーベル多様体であるとき、全射でかつ有限のファイバーを持つ基礎となる代数多様体の任意の射 f : A → B は、f(1A) = 1B であれば自動的に同種写像である。従って、そのような同種写像 f は、f が定義されている任意の体 k に対して、k の値となる A と B の点の群の間の群準同型をもたらす。

## 語源
ギリシャ語の (iso-) とラテン語 (genus) から、同種写像(isogeny)は「同じ起源を持つ」の意味を持ち、元となるアーベル多様体の恒等元を対象となるアーベル多様体の恒等元へ写すという幾何学的事実がある。

## 楕円曲線の場合

E と同種な楕円曲線は E を有限部分群で割ることにより得ることができる。ここでは、4-torsionの部分群である。

楕円曲線に対し、同種の意味は次のように定式化することができる。
E1 と E2 を体 k 上の楕円曲線とする。E1 と E2 の間の同種写像は、定数ではない多様体の射 f : E1 → E2 で、基点を保存するような射である（つまり、f は E1 の恒等元を E2 の恒等元へ写す）。
2つの楕円曲線の間のすべての定数でない射は自動的に有限ファイバーを持つ全射となるので、これは上で示したのと同じ概念となる。
2つの楕円曲線 E1 と E2 に対して同種写像 E1 → E2 が存在するとき、E1 と E2 は同種(isogenous)であるという。これは同値関係であり、双対同種(dual isogeny)が存在するため対称となる。上記のように、全ての同種写像は楕円曲線の k に値を持つ点の群の準同型を誘導する。